# Friedensmedaille

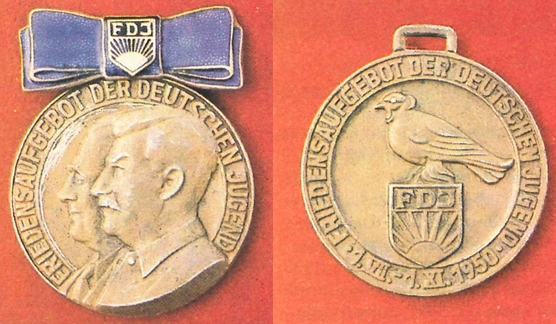
Avers und Revers der Friedensmedaille der FDJ

Die Friedensmedaille war in der Deutschen Demokratischen Republik (DDR) eine nichtstaatliche Auszeichnung der Freien Deutschen Jugend (FDJ), die 1950 gestiftet und zum einzigen Mal verliehen wurde. Ausgezeichnet wurden FDJ-Mitglieder für hervorragende Arbeit im Friedensaufgebot der FDJ. 

## Aussehen
Die Medaille mit einem Durchmesser von 35 mm zeigt auf ihrem Avers die links blickenden Kopfporträts von Josef Stalin (vorn) und Wilhelm Pieck (dahinter). Umschlossen wird diese Symbolik von der Umschrift: FRIEDENSAUFGEBOT DER DEUTSCHEN JUGEND. Das Revers der Medaille zeigt mittig eine Friedenstaube, die auf dem FDJ-Symbol ruht. Umschlossen wird auch diese Symbolik von der Umschrift: FRIEDENSAUFGEBOT DER DEUTSCHEN JUGEND (oben) und dem Veranstaltungstag 1. VII. - 1. XI. 1950 (unten). Getragen wurde die Medaille an der linken oberen Brustseite des Beliehenen an einer blau emaillierten, später lackierten Schleife mit dem mittigen FDJ-Symbol.